# Diego García de Moguer

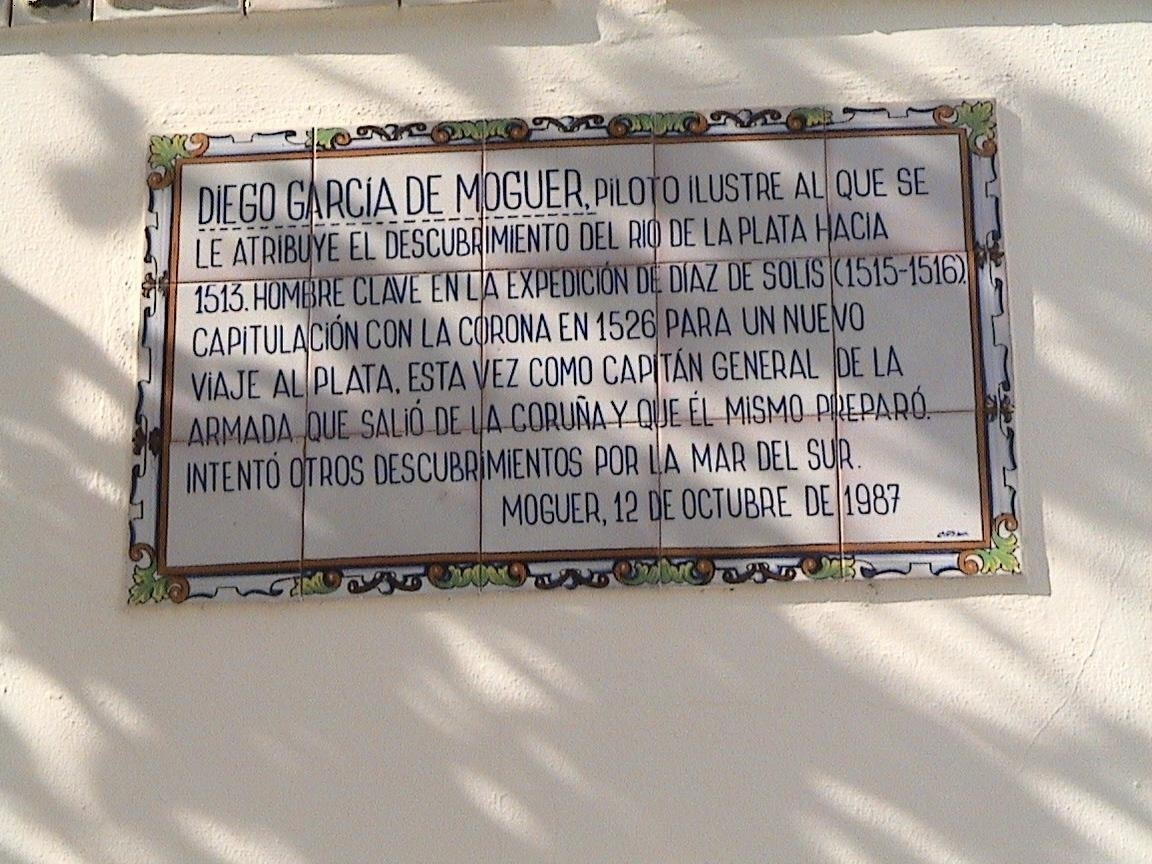
Placa em homenagem a Diego García de Moguer.

Diego García de Moguer (Moguer, 1484 - Oceano Índico, 1544), marinheiro e explorador espanhol, que também esteve ao serviço dos portugueses.

## Biografia
Em 1516 ele participou da expedição de Juan Díaz de Solís em busca de uma passagem marítima para o sul da América do Sul e que resultou na descoberta do Río da Prata, e a morte de Solís.
Segundo o Dicionário Biográfico Espanhol, Diego García de Moguer participou da expedição de Fernão de Magalhães às Molucas, que começou em 1519, e que sob Juan Sebastian Elcano completou a primeira volta ao mundo em 1522. Foi registrado no navio San Antonio como pajem, filho de Cristóbal García e Juana González, de Palos, Huelva, viajava com o pai Cristóbal, marinheiro do mesmo navio. O navio San Antonio voltou para a Espanha vindo do Estreito de Magalhães, mas Diego García teve que passar por essa época em outro navio. Na viagem de volta, quando navegava pelo Oceano Índico, descobriu a ilha que hoje leva seu nome.
No entanto, no relatório completo da expedição às Molucas, não há "Diego García de Moguer". Sim, havia uma citação a um Diego cujo sobrenome do pai era Garcia, mas não pode ser o de Moguer porque as citações eram de adolescentes sem experiência náutica. Também houve a inscreção de um marinheiro chamado "Diego García de Trigeros"; o historiador José Toribio Medina questionou se ele seria o mesmo que Diego García de Moguer, mas não pode ser porque o Trigueros morreu em 1522 na costa da Guiné.
A 15 de janeiro de 1526, Diego García de Moguer, partiu da Corunha, como comandante em chefe do exército, ao comando de uma expedição de três navios, financiados por mercadores, para procurar a rota das especiarias, após a derrota de Elcano, passando pelo Estreito de Magalhães. No caminho, em fevereiro de 1528, ele parou para explorar a área do Rio da Prata, pela qual ele é creditado com sua descoberta. Navegando no rio Paraná em abril, ele repentinamente encontrou o Fortim Sancti Spíritus.
Surpreso e indignado, ordenou que o capitão Gregorio Caro, nomeado por Sebastián Caboto, deixasse o local, que lhe pertencia por ter sido designado pela Espanha para explorar aquelas terras. Mas aceitando os apelos de Caro e seu povo para ir em ajuda de Caboto, García continuou rio acima e - entre o que hoje são as cidades de Goya e Bella Vista - encontrou o piloto veneziano, que prometeu cooperar. Em busca da "Sierra de la Plata", e juntos exploraram o rio Pilcomayo, para continuar depois em direção ao estreito.
Depois em Sancti Spíritus, os espanhóis negligenciaram a defesa do forte, e em setembro de 1529, antes do amanhecer, os indígenas invadiram a fortaleza. Sebastián Gaboto e Diego García de Moguer estavam naquela época no povoado de San Salvador, preparando homens e barcos, e nada sabiam do que se passava em Sancti Spiritu, até que viram Gregorio Caro chegar com os sobreviventes, e os terríveis notícias da destruição do forte.
Imediatamente Gaboto e García foram ao forte tentando resgatar seus homens. Nos arredores de Sancti Spiritu, eles encontraram alguns cadáveres completamente mutilados; os Brigues afundados, os armazéns saqueados e queimados. Investigações arqueológicas encontraram os restos da fortaleza na cidade de Puerto Gaboto.
Em 24 de agosto de 1534, ele viajou novamente na caravela de Concepción para o território do Rio da Prata, passou pela ilha de Santiago de Cabo Verde, depois para o Brasil, e para o estuário do Prata dos rios Uruguai e Paraná. Ele se tornou um dos primeiros residentes do assentamento original de Santa María del Buen Aire (a atual cidade de Buenos Aires) fundado por Pedro de Mendoza, e depois voltou para a Espanha.
Em uma posterior exploração portuguesa em 1544, ele descobriu (ou redescobriu) o arquipélago de Chagos. A maior das ilhas, Diego García, pode ter recebido seu nome, embora também possa derivar de uma transliteração europeia e britânica, já que em mapas antigos também era chamada de ilha de Don Gracia (ou Don Garcia de Noronha) e Deo Gracias. Ele morreu na viagem de volta no meio do Oceano Índico, na costa sul-africana.

## Bibliografía
- ROPERO REGIDOR, Diego. Los lugares colombinos y su entorno. Fundación Ramón Areces, Madrid, 1992.
- Moguer y América en la era de los descubrimientos. Col. "Biblioteca Nueva Urium", nº 2. Archivo Histórico Municipal; Fundación Municipal Cultura, Moguer, 2003. (ISBN 84-607-8932-2)
- FERNÁNDEZ VIAL, Ignacio, Los marinos descubridores onubenses. Diputación Provincial de Huelva, Huelva, 2004. (ISBN 84-8163-352-6)
- ROPERO REGIDOR, Diego. Diego García de Moguer, descubridor del Río de la Plata. Col. "Montemayor". Archivo Histórico Municipal; Fundación Municipal Cultura, Moguer, 2005.
- FURLONG CARDIFF, Guillermo, La memoria de Diego García en la Revista Sociedad Amigos de la Arqueología n.° VII, Montevideo, 1933. Separata por editorial "El Siglo Ilustrado", Montevideo, 1935.